# Espaço Rap 9
Espaço Rap 9 é a nona edição da coletânea musical de rap Espaço Rap, produzida por vários artistas do gênero. Foi lançada em 2004 e contém 13 faixas.

## Faixas
1. Vida Loka Também Ama - Trilha Sonora do Gueto
2. O Clã da Vila - DBS e a Quadrilha
3. Último Perdão - Expressão Ativa
4. Estrada da Dor 666 - Facção Central
5. Honra - Apocalipse 16
6. A Sina - SNJ
7. Jão - DMN
8. Amor... Só de Mãe - Detentos do Rap
9. Alô Polícia - Império Z/O
10. Mundo Livre - Face da Morte
11. É o que Liga - Engajaduz
12. Bem Povão - Alvos da Lei
13. Periferia é o Lugar - Sabedoria de Vida